# 彭布羅克 (喬治亞州)
彭布羅克（英語：Pembroke）是一個位於美國喬治亞州布賴恩縣的城市。根據2010年美國人口普查，該地人口為3850人，而該地的面積約為19.90平方千米。同時該地也是布賴恩縣的縣治。

## 地理
彭布羅克的座標為32°08′24″N 81°37′25″W / 32.14000°N 81.62361°W，而該地的平均海拔高度為28米（即92英尺）。